# ペルシティツァ
座標: 北緯42度05分 東経24度55分 / 北緯42.083度 東経24.917度

ペルシティツァ
Перущицаペルシティツァ ブルガリア内のペルシティツァの位置

ペルシティツァ（ブルガリア語: Перу̀щица / Perushtitsa）は、ブルガリア中部の町、およびそれを中心とした基礎自治体であり、プロヴディフ州に属する。ロドピ山脈のふもとに位置し、プロヴディフから22キロメートルの距離にある。

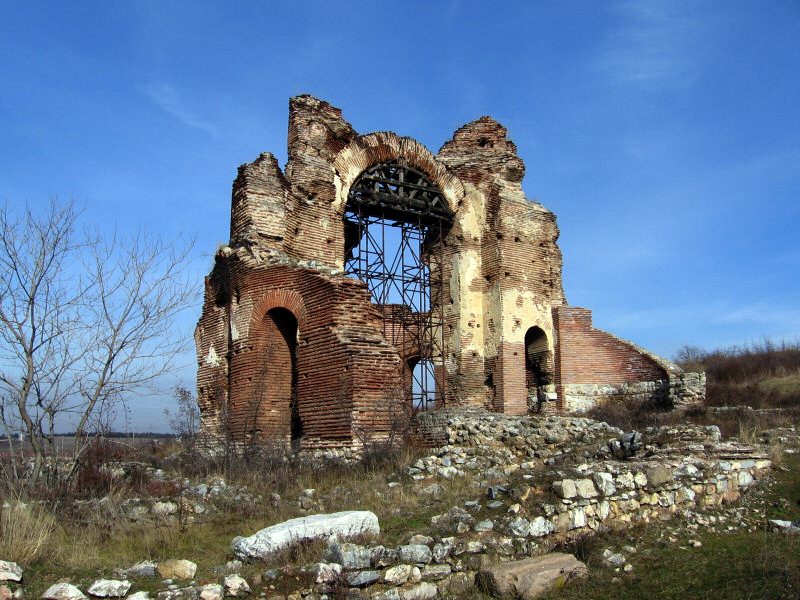
ペルシティツァ近くの赤の聖堂（Red Church）

1876年、オスマン帝国支配に対する4月蜂起の中で戦場となったことで知られており、帝国の非正規兵（バシ・ボズク Bashi-bazouk）によって住民の過半が虐殺された。フランスのジャーナリストIvan de Woestyneは1876年に町を訪れたときのことをフィガロ紙に記しており、2千人の住民のうち生き残っているのは老人と子ども150人のみであると書かれている。
「ペルシティツァ」の名は、スラヴ神話の神ペルーンに由来するペリスティツァ（Peristitsa）から来ている。
ペルシティツァではマヴルッド（Mavrud）種のブドウが栽培されており、ブルガリア・ワインの生産地である。ペルシティツァの中心部から2キロメートル南には、5世紀から6世紀にかけてのキリスト教聖堂の遺跡・赤の聖堂（Red Church）があり、ペルシティツァの象徴となっている。

## 町村
ペルシティツァ基礎自治体（Община Перущица）に属する町村（集落）は、ペルシティツァのみである。
- Перущица

## 画像

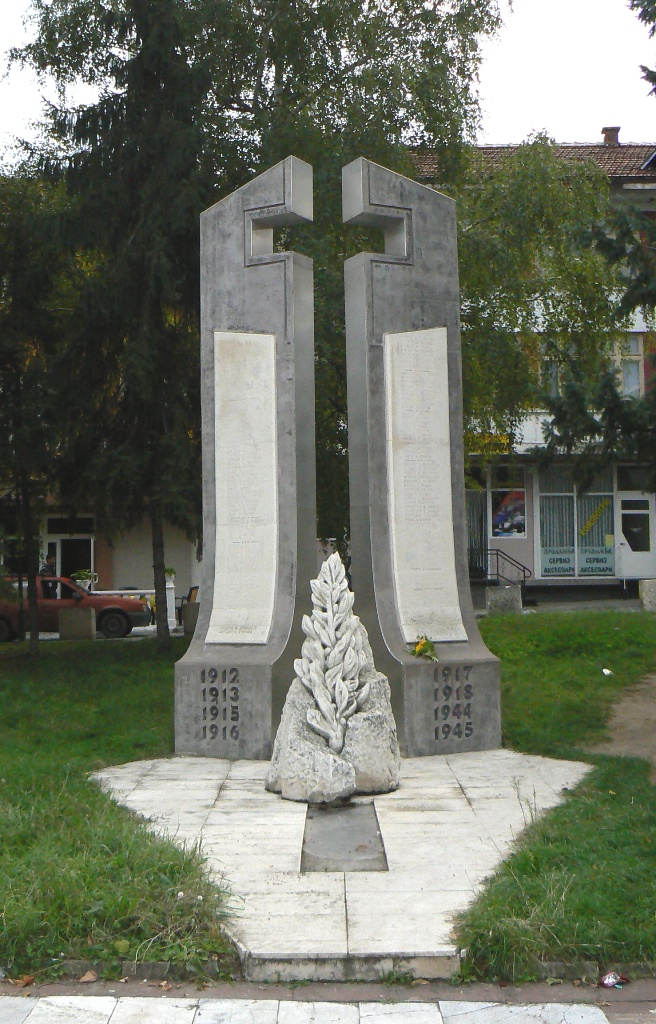
戦没者に捧げられた記念碑
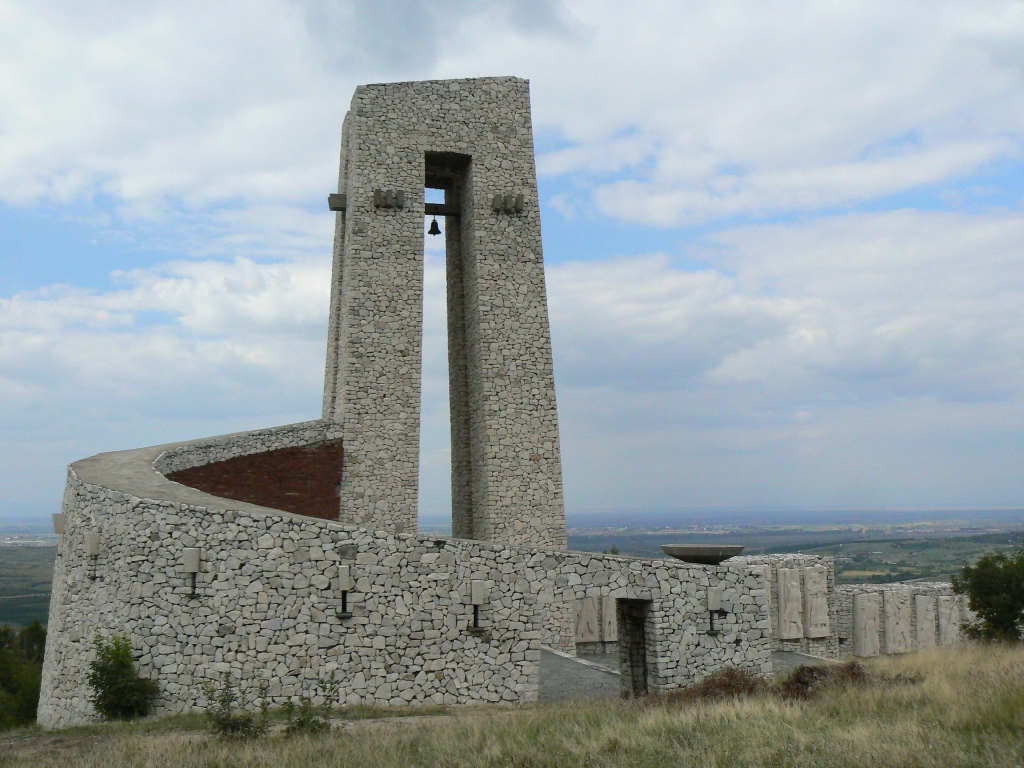
記念碑
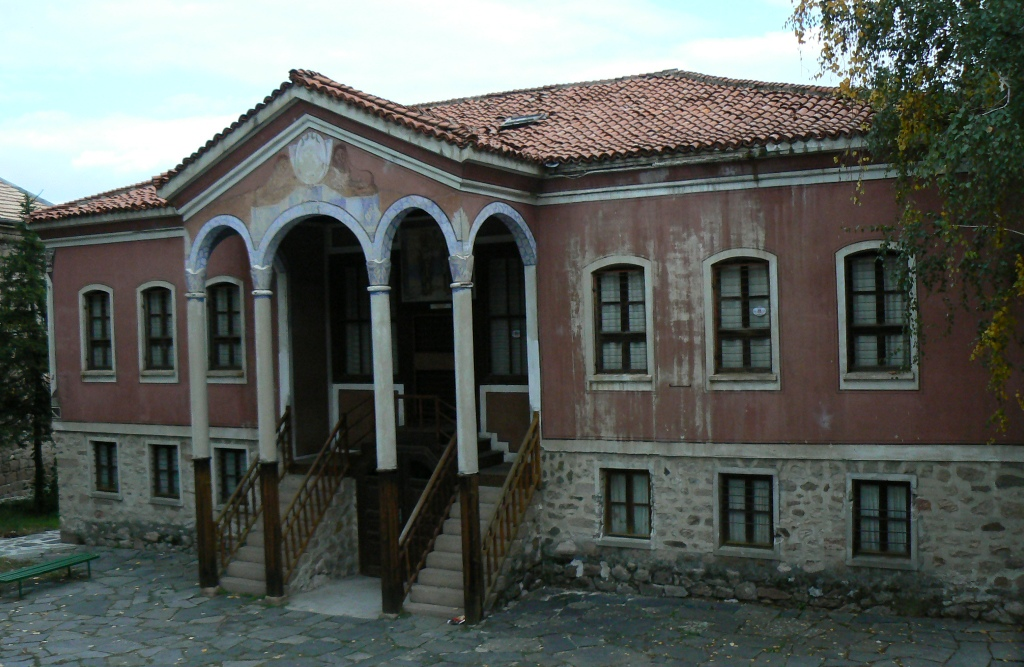
古い邸宅を利用した画廊
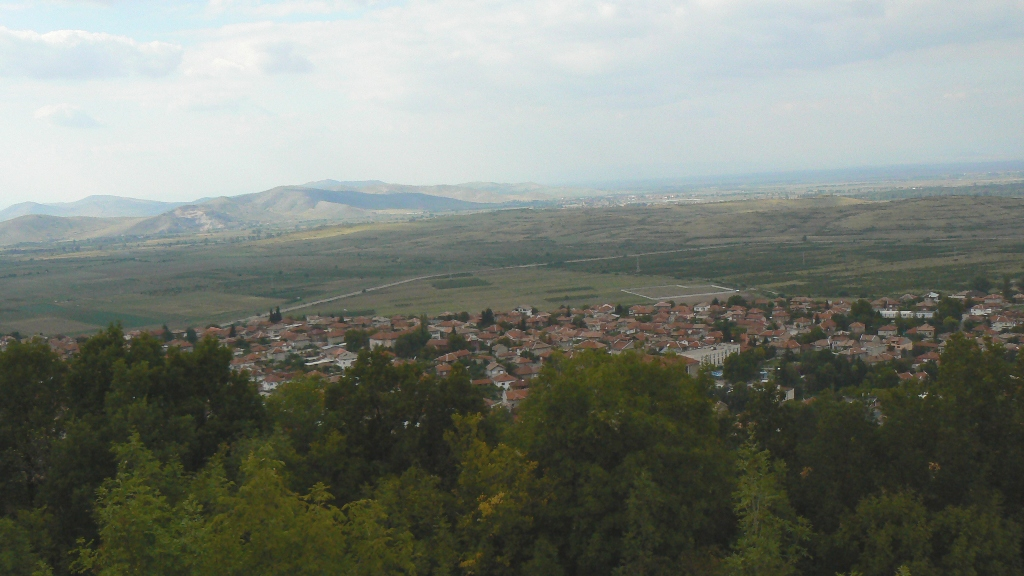
丘から街を見下ろす眺望
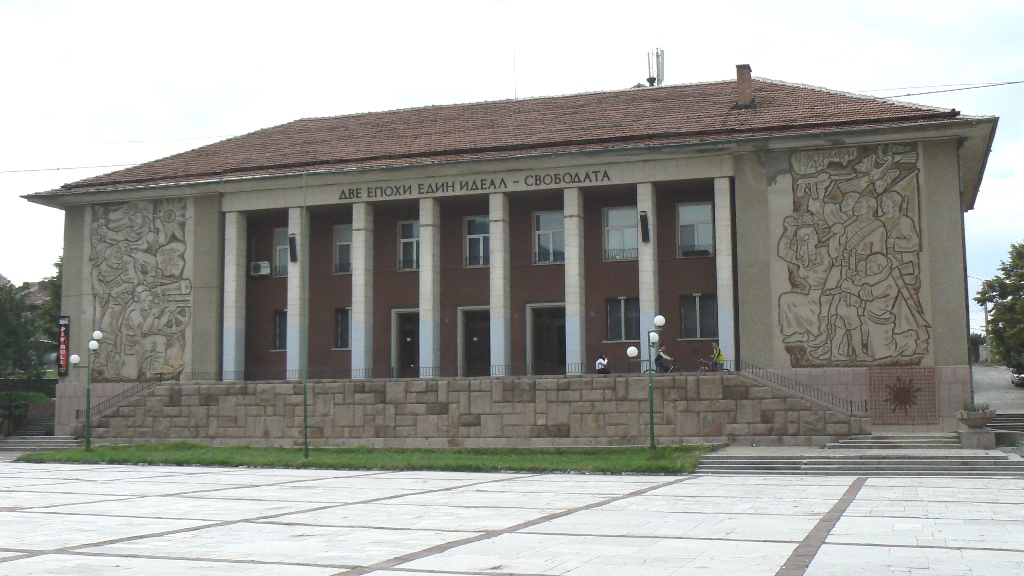
街のチタリシテ
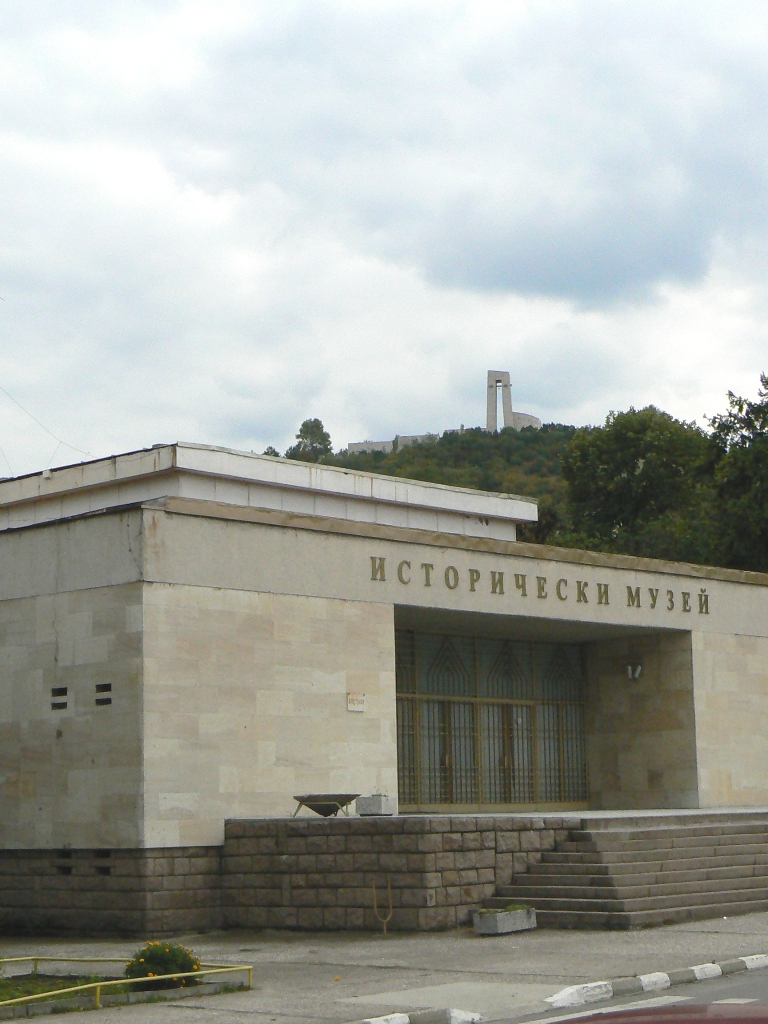
歴史博物館